# Nyangwe
Nyangwe es una localidad situada sobre la margen derecha del río Lualaba, en el territorio de Kasongo, provincia de Maniema, en la actual República Democrática del Congo. Fue uno de los principales puestos de trata de esclavos de fines del siglo XIX en la región.
La localidad fue fundada hacia 1860 y dirigida a partir de 1868 por un sultán o valí mestizo llamado Dugombi. Munia Muhara la dirigió durante la época de las Campañas del Estado Libre del Congo contra los árabo-suajilis (1892). Contaba en ese momento con alrededor de 30.000 habitantes.

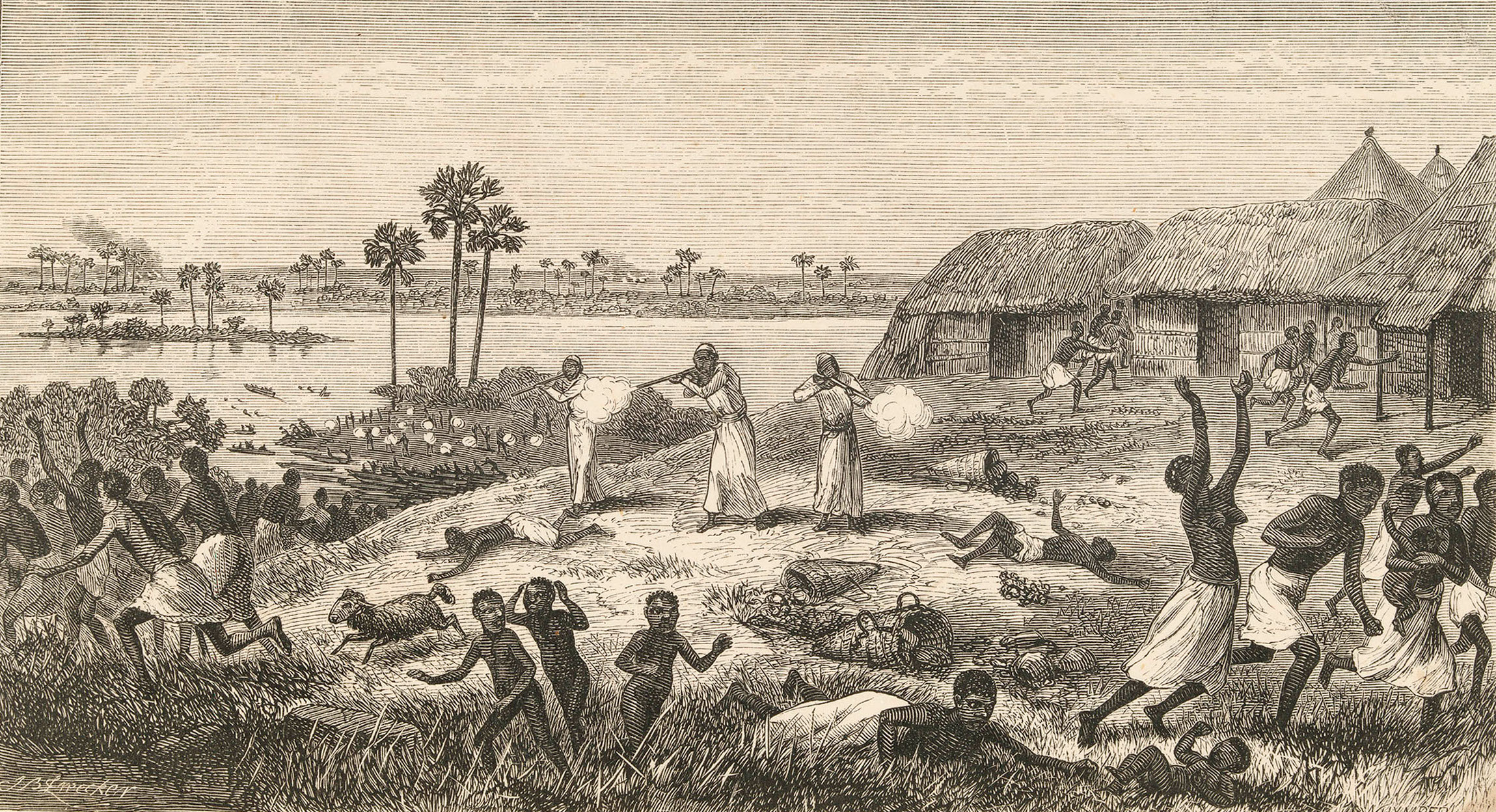
Ataque de esclavistas en la región de Nyangwe

David Livingstone fue el primer europeo en visitar Nyangwe en 1871. Se trataba de la última población conocida sobre el Lualaba viniendo desde el este. Livingstone pensó que ese río era el curso superior del Nilo. Henry Morton Stanley llegó a la localidad y descendió el curso del río en 1877 en compañía de Tippu Tip, llegando a Boma y por tanto confirmando que todo ese curso de agua correspondía con el río Congo. Verney Lovett Cameron pasó en 1874 y Hermann von Wissmann en 1883.
Nyangwe fue definitivamente incorporada al Estado Libre del Congo el 4 de marzo de 1893 cuando Francis Dhanis tomó la ciudad de manos de los árabo-suajilis.